# Гней Цецилий Симплекс
Гней Цецилий Симплекс (на латински: Gnaeus Caecilius Simplex; † 21 декември 69, Рим) е суфектконсул на Римската империя през 69 г.
През 68/69 г. Симплекс е проконсул на Сардиния. От 1 ноември до 21 декември 69 г. той е суфектконсул заедно с Гай Квинтий Атик. Когато император Вителий иска да се откаже му предава своя меч, символът на властта, но Симплекс отказва да го приеме. След смъкването на Вителий той е убит.